# Exochus derasus
Exochus derasus là một loài tò vò trong họ Ichneumonidae.